# Paul Tibbets

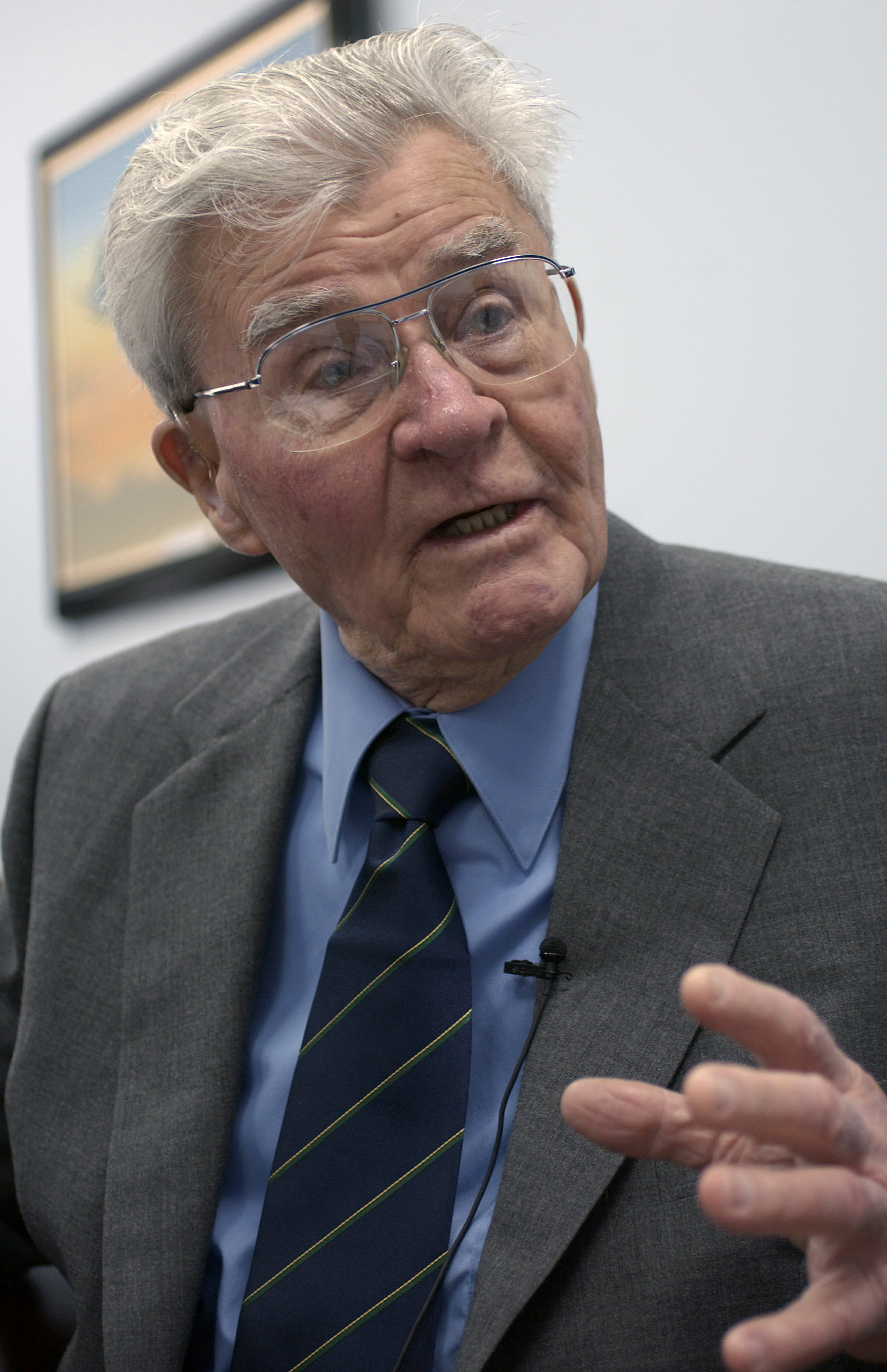
Paul Tibbets 2003-ban

Paul Warfield Tibbets, Jr. (Quincy, Illinois, 1915. február 25. – Columbus, Ohio, 2007. november 1.) az Amerikai Egyesült Államok légierejének pilótája. 1945. augusztus 6-án ő vezette az első atombomba ledobását Hirosima fölött.

## Élete
Tibbets ezredes volt a második világháború ideje alatt az anyja után elnevezett B-29-es bombázó, az Enola Gay pilótája, amelyből 1945. augusztus 6-án 8 óra 15 perckor dobták ki a Little Boy nevű atombombát a japán Hirosima fölött. A bevetés - az utóhatásaival együtt - 70000 és 166000 közötti áldozatot követelt. Paul Tibbets számos kitüntetést kapott, és 1966-ig maradt a légierőnél.
Az 1975-ös évben alelnök lett a colombusi illetőségű Executive Jet Aviation légitaxi társaságnál. Az USA kormánya 1976-ban bocsánatot kért Japántól, miután Tibbets eljátszotta a bombázást egy texasi légi parádén. Tibbets azt nyilatkozta, hogy nem akarta megsérteni Japánt.

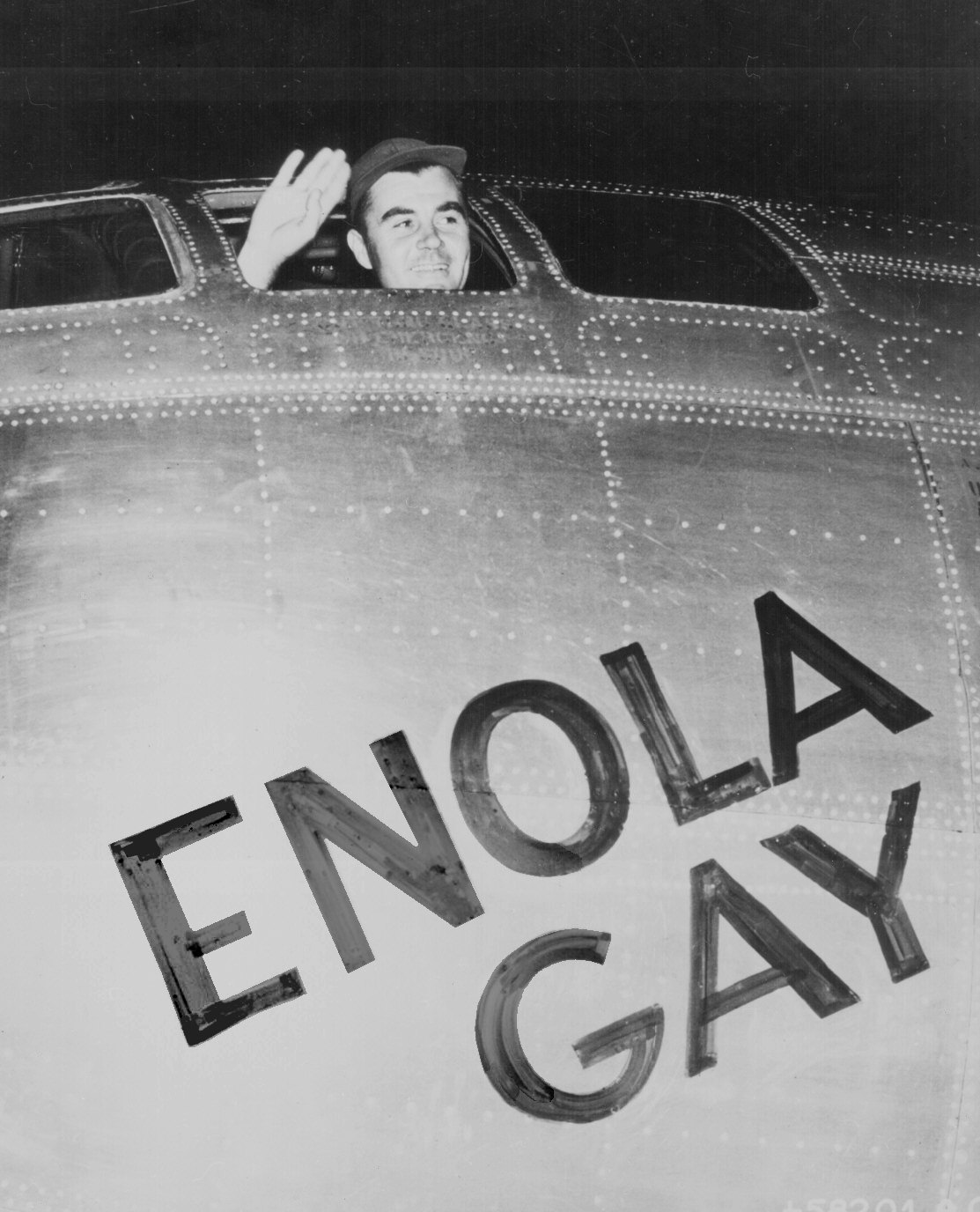
Paul Tibbets az Enola Gay pilótafülkéjében a start előtt, 1945. augusztus 6-án

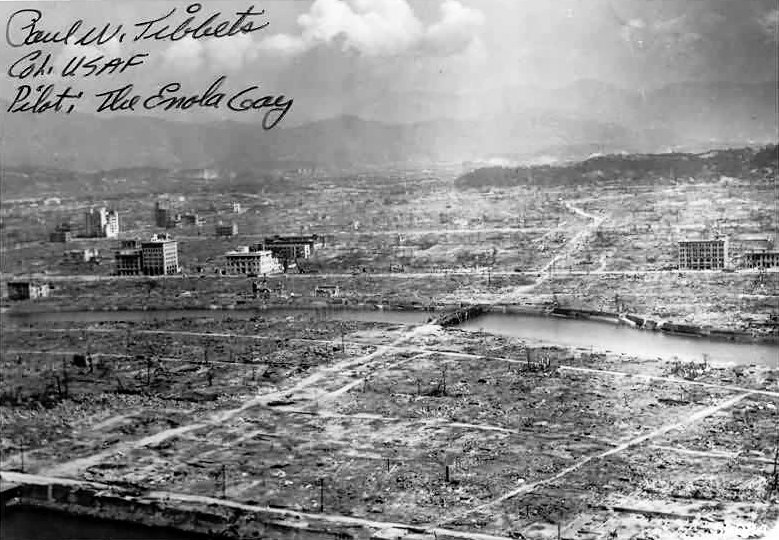
Tibbets autogramja a ledobási terület fotóján

## Halála
Paul Tibbets úgy rendelkezett, hogy ne legyen ünnepélyes temetése, se sírköve. Ezzel akarta megakadályozni a tüntetéseket, és azt, hogy sírja az atombomba lehetséges ellenzőinek zarándokhelyévé váljon. A végakarata az volt, hogy hamvasszák el, és hamvait a La Manche csatorna fölött szórják szét.

## Kitüntetései
- Kiemelkedő hadseregi szolgálatért kereszt
- Bíbor Szív
- Becsületrend
- kiemelkedő repülésért kereszt
- Légi érme
- Hadsereg dicső érméje
- Európai, afrikai és közel-keleti hadjáratért érme
- Ázsiai és csendes-óceáni hadjáratért érme
- Nemzeti védelmi szolgálatért érem
- Amerikai hadjáratért érme
- II. világháborús győzelemért érme
- Nemzeti védelmi szolgálatért érem

## A kultúrában
1980-ban David Lowell Rich tv-filmet készített Tibbetsről és a hirosimai támadásról Enola Gay címen. Tibbets szerepét a filmben Patrick Duffy alakította.

## Fordítás
- Ez a szócikk részben vagy egészben  a   Paul Tibbets című német Wikipédia-szócikk ezen változatának fordításán alapul.  Az eredeti cikk szerkesztőit annak laptörténete sorolja fel. Ez a jelzés csupán a megfogalmazás eredetét és a szerzői jogokat jelzi, nem szolgál a cikkben szereplő információk forrásmegjelöléseként.